# بوفاي (أورن)
بوفاي هي بلدية في أورن في نورماندي شمال غرب فرنسا.